# 8773 Torquilla
8773 Torquilla (5006 T-2) là một tiểu hành tinh vành đai chính được phát hiện ngày 25 tháng 9 năm 1973 bởi Cornelis Johannes van Houten, Ingrid van Houten-Groeneveld và Tom Gehrels ở Đài thiên văn Palomar.